# 2491 Tvashtri
2491 Tvashtri eller 1977 CB är en asteroid i huvudbältet som upptäcktes den 15 februari 1977 av den amerikanska astronomen William L. Sebok vid Palomarobservatoriet. Den är uppkallad efter Tvashtar i den indiska mytologin.
Asteroiden har en diameter på ungefär 3 kilometer och den tillhör asteroidgruppen Hungaria.